# Eukiefferiella angustistilus
Eukiefferiella angustistilus är en tvåvingeart som beskrevs av Freeman 1953. Eukiefferiella angustistilus ingår i släktet Eukiefferiella och familjen fjädermyggor. Inga underarter finns listade i Catalogue of Life.